# روبرسونفيل (كارولاينا الشمالية)
روبرسونفيل (بالإنجليزية: Robersonville town, North Carolina)‏ هي بلدة تقع بولاية كارولاينا الشمالية في الولايات المتحدة. تبلغ مساحتها 3.17 كم2، وترتفع عن سطح البحر 22 م، بلغ عدد سكانها 1,488 نسمة في عام 2010 حسب إحصاء مكتب تعداد الولايات المتحدة وتصل الكثافة السكانية فيها 469.4 نسمة لكل كيلومتر مربع (1,215.7/ميل2).

## التركيبة السكانية
حدّد مكتب تعداد الولايات المتحدة بيانات التركيبة السكانية لروبرسونفيل في تعداد الولايات المتحدة. في ما يلي، التركيبة السكانية حسب تعدادي 2000 و2010.

### تعداد عام 2000
بلغ عدد سكان روبرسونفيل 1,731 نسمة بحسب تعداد عام 2000، وبلغ عدد الأسر 720 أسرة وعدد العائلات 467 عائلة مقيمة في البلدة. في حين سجلت الكثافة السكانية 546.1 نسمة لكل كيلومتر مربع (1,414.4/ميل2). وبلغ عدد الوحدات السكنية 785 وحدة بمتوسط كثافة قدره 247.6 لكل كيلومتر مربع (641.3/ميل2).
وتوزع التركيب العرقي للبلدة بنسبة 36.80% من البيض و61.53% من الأمريكيين الأفارقة و0.46% من الأمريكيين ذوي الأصول الآسيوية و0.58% من الأعراق الأخرى و0.64% من عرقين مختلطين أو أكثر و1.68% من الهسبانيون أو اللاتينيون من أي عرق.
بلغ عدد الأسر 720 أسرة كانت نسبة 29.6% منها لديها أطفال تحت سن الثامنة عشر تعيش معهم، وبلغت نسبة الأزواج القاطنين مع بعضهم البعض 38.8% من أصل المجموع الكلي للأسر، ونسبة 22.1% من الأسر كان لديها معيلات من الإناث دون وجود شريك، بينما كانت نسبة 4% من الأسر لديها معيلون من الذكور دون وجود شريكة وكانت نسبة 35.1% من غير العائلات. تألفت نسبة 33.5% من أصل جميع الأسر من عدة أفراد يعيشون في نفس المنزل ونسبة 20.8% كانت تتألف من شخص يعيش بمفرده يبلغ من العمر 65 عاماً أو أكثر. وبلغ متوسط حجم الأسرة المعيشية 2.40، أما متوسط حجم العائلات فبلغ 3.07.
بلغ العمر الوسطي للسكان 42.2 عاماً. وكانت نسبة 23.7% من القاطنين تحت سن الثامنة عشر، وكانت نسبة 6.7% بين الثامنة عشر والرابعة والعشرين عاماً، ونسبة 23.4% كانت واقعةً في الفئة العمرية ما بين الخامسة والعشرين والرابعة والأربعين عاماً، ونسبة 24.1% كانت ما بين الخامسة والأربعين والرابعة والستين، ونسبة 22.1% كانت ضمن فئة الخامسة والستين عاماً فما فوق. يوجد لكل 100 أنثى 75.0 ذكر، ويوجد لكل 100 أنثى في الثامنة عشر من عمرها فما فوق 69.6 ذكر.
بلغ متوسط دخل الأسرة في البلدة 23,384 دولارًا، أما متوسط دخل العائلة فبلغ 28,565 دولارًا. وكان متوسط دخل الذكور 21,250 دولارًا مقابل 19,375 دولارًا للإناث. وسجل دخل الفرد الخاص بالبلدة 14,431 دولارًا. وكانت نسبة 26.2% من العائلات ونسبة 30.9% من السكان تحت خط الفقر، وكان من هؤلاء نسبة 41.2% تحت سن الثامنة عشر ونسبة 24.4% في الخامسة والستين من العمر وما فوق.

### تعداد عام 2010
بلغ عدد سكان روبرسونفيل 1,488 نسمة بحسب تعداد عام 2010، وبلغ عدد الأسر 677 أسرة وعدد العائلات 412 عائلة مقيمة في البلدة. في حين سجلت الكثافة السكانية 469.4 نسمة لكل كيلومتر مربع (1,215.7/ميل2). وبلغ عدد الوحدات السكنية 799 وحدة بمتوسط كثافة قدره 252.1 لكل كيلومتر مربع (652.9/ميل2).
وتوزع التركيب العرقي للبلدة بنسبة 30.17% من البيض و66.60% من الأمريكيين الأفارقة و0.60% من الأمريكيين الأصليين و0.60% من الأمريكيين ذوي الأصول الآسيوية و1.34% من الأعراق الأخرى و0.67% من عرقين مختلطين أو أكثر و2.76% من الهسبانيون أو اللاتينيون من أي عرق.
بلغ عدد الأسر 677 أسرة كانت نسبة 24.7% منها لديها أطفال تحت سن الثامنة عشر تعيش معهم، وبلغت نسبة الأزواج القاطنين مع بعضهم البعض 35.5% من أصل المجموع الكلي للأسر، ونسبة 20.7% من الأسر كان لديها معيلات من الإناث دون وجود شريك، بينما كانت نسبة 4.7% من الأسر لديها معيلون من الذكور دون وجود شريكة وكانت نسبة 39.1% من غير العائلات. تألفت نسبة 36.6% من أصل جميع الأسر من عدة أفراد يعيشون في نفس المنزل ونسبة 17.3% كانت تتألف من شخص يعيش بمفرده يبلغ من العمر 65 عاماً أو أكثر. وبلغ متوسط حجم الأسرة المعيشية 2.20، أما متوسط حجم العائلات فبلغ 2.86.
بلغ العمر الوسطي للسكان 49.9 عاماً. وكانت نسبة 19% من القاطنين تحت سن الثامنة عشر، وكانت نسبة 7% بين الثامنة عشر والرابعة والعشرين عاماً، ونسبة 18% كانت واقعةً في الفئة العمرية ما بين الخامسة والعشرين والرابعة والأربعين عاماً، ونسبة 32.3% كانت ما بين الخامسة والأربعين والرابعة والستين، ونسبة 23.7% كانت ضمن فئة الخامسة والستين عاماً فما فوق. وتوزع التركيب الجنسي للسكان بنسبة 44.6% ذكور و55.4% إناث.

## وصلات خارجية
- الموقع الرسمي